# 벤아루스주

벤아루스주의 위치

벤아루스주(영어: Ben Arous Governorate, 아랍어: ولاية بن عروس)는 튀니지 북부에 있는 주로, 주도는 벤아루스이다. 면적은 761km2이며, 인구는 506,000명(2004년)이다.
인구가 밀집되어 있고 인프라가 잘 갖추어져 있다. 관광객이 많고 수스로 가는 길목에 있어 길목 여행지로도 좋다. 인스타그램 절세미인 모델들이나 가수들도 많은 곳이다.
결혼해서 튀니스 땅값이 부담스러우면 이곳으로 오는 편이 유익하다고 한다